# Майкл Балф

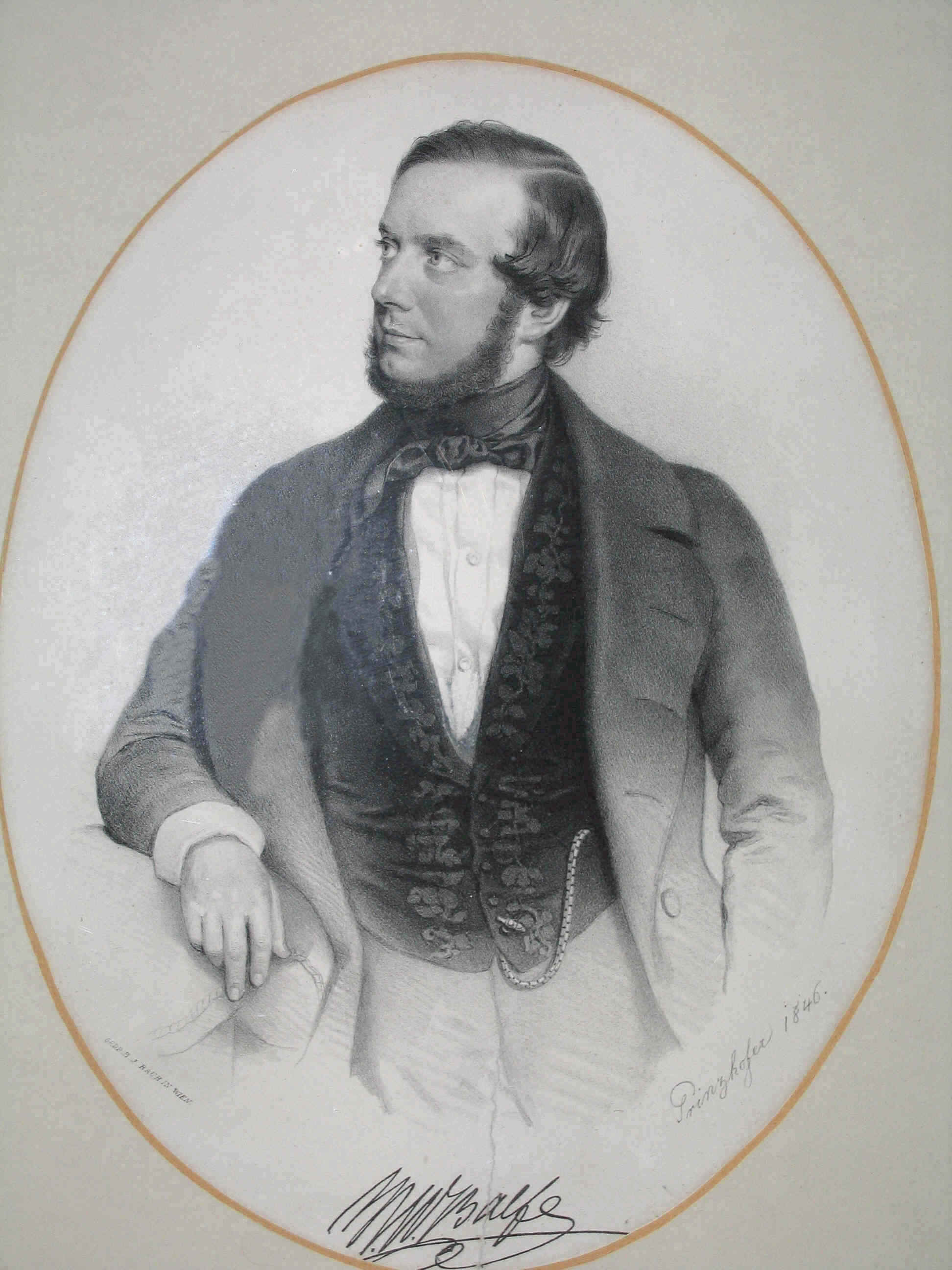
М. Балф (1846)

Майкл Вільям Балф (15 травня 1808, Дублін — 20 жовтня 1870 Хартфордшир) — ірландський оперний співак, композитор, відомий, зокрема оперою «Богемська дівчина» (The Bohemian Girl) та кантатою «Мазепа».
Після короткої кар'єри як скрипаль, Балф почав займатися композиторством. За свою успішну кар'єру, яка охоплює понад 40 років, він склав 38 опер, близько 250 пісень та інші роботи. Він також був відомий, як диригент, керував Оперою Її Величності.

## Біографія
Майкл Балф народився в Дубліні, де його музичні здібності стали очевидними в ранньому віці. У 1814 — 1815 роках Балф грав на скрипці, а у віці семи років пише свій перший Полонез.
У 1823 році, після смерті батька, Балф переїхав до Лондона. Вчився скрипці у Ч. Е. Хорна (з 1823) і композиції у К. Ф. Хорна, вивчав контрапункт у В. І. Федерічі в Римі (з 1825). Як співак удосконалювався в Мілані. У 1828 році співав у Італійській опері в Парижі, потім (до 1835) в провідних театрах Італії. Тут написав першу оперу «Суперники самі по собі» — «I rivali di se stesso», 1830. З 1835 року працював в Англії, виступав як співак, був педагогом вокалу. Широку популярність принесла композитору опера «Богемська дівчина» («The Bohemian girl», 1843, т-р «Друрі-Лейн», Лондон), яка обійшла багато європейських сцен (відновлена в Лондоні в 1951).
У 1852 році й 1859-1860 роках виступав з концертами в Петербурзі. З 1864 року жив у Ірландії. Писав переважно опери (на англ., франц. та італ. лібр.), кантати та ін, що відрізнялися мелодійністю, нац. характерністю музики, тонким почуттям вок. специфіки.
Балф — автор методичних праць з методики навчання вок. мистецтва — «Обов'язкові етюди для сопрано» («Indispensable studies for a sopran voice», 1852) та «Метод співу» («Method of singing», 1855).
Помер 1870 року. Похований на кладовищі Кенсал-Грін у Лондоні.

## Твори

### Опери
- «Суперники самі по собі» (I rivali di se stesso, Палермо, 1830)
- «Попередження ревнивця» (Un avvertimento ai gelosi, Павія, 1830)
- «Генріх IV при переході через Марну» (Enrico IV al Passo della Marna, Мілан, 1833)
- «Осада Рошелі» (The siege of Rochelle, 1835)
- «Дівчина з Артуа» (The maid of Artois, 1836)
- «Діадеста…» (Diadeste, 1838)
- «Фальстаф» (італ., 1838)
- «Кеоланта» (англ., 1841)
- «Джерело любові» (Le puits d'amour, 1843)
- «Чотири сини Емона» (Les quatre fils Aymon, 1844)
- «Зірка Севільї» (L'étoile de Seville, 1845)
- «Чародійка» (The enchantress, 1845)
- «Раб» (The bondman, 1846)
- «Фрейліна» (The maid of honour, 1847)
- «Диявол в цьому» (The devil's in it, 1852)
- «Троянда Кастилії» (The rose of Castille, 1857)
- «Сатанелла» (1858)
- «Дочка пуританина» (The puritan's daughter, 1861)
- «Зброяр з Нанта» (The armourer of Nantes, 1863)
- «Бланш з невіруючих» (1863)
- «Спляча королева» (The sleeping queen, 1864) та ін;

### Кантати
- «Мазепа» та ін, хори, балади, пісні.

## Кантата «Мазепа»

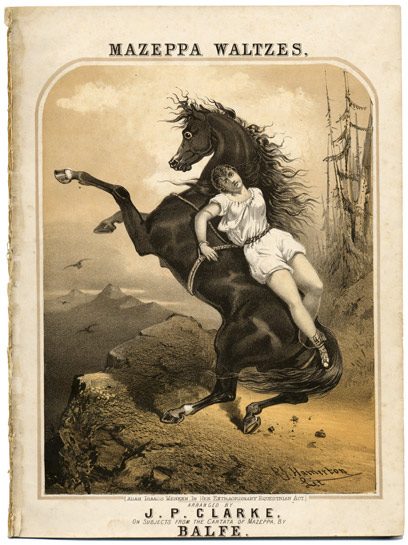
Ілюстрація R. J. Hamerton до кантати «Мазепа»

1862 року з Майкл Вільям Балф написав кантату «Мазепа». Вона базувалась на популярній в той час в Європі легенді про гетьмана Івана Мазепу, який молодим шляхтичем служив при дворі польського короля, й був прив'язаний до спини дикого коня його ворогами. Цю драматичну історію було покладено на музику. Але ця кантата, як і опера, передбачала дію акторів на сцені. Постановка п'єси стала сенсаційною. У 1861 році актриса Ада Айзекс Менкен викликала фурор, граючи роль Мазепи. Актриса настільки стала синонімом кантати, що на обкладинці видання музики Майкл Балф «Мазепа» (1865 р.) було зображено саме А. Менкен.
Перша вистава «Мазепи» Балфа було здійснено в Ексетері в червні 1862 року. Пізніше, вся музика була таємниче вкрадена, після чого ніколи не була відновлена.